# 2010년 태국 시위

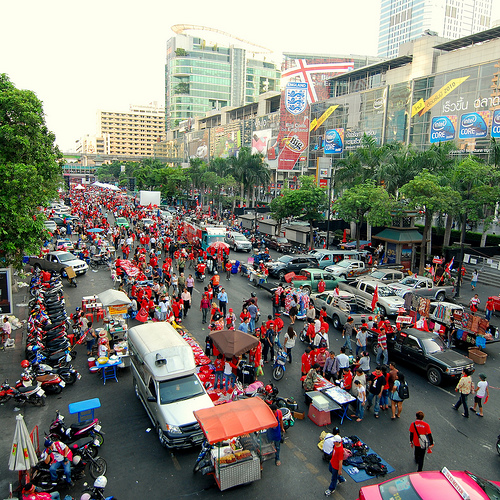
2010년 4월 8일 UDD 항쟁.

2006년 태국 쿠데타로 인해 탁신 전 총리가 물러난 후 군부정권에 대한 불만이 커지자 레드셔츠(탁신 지지파)가 태국에서 시위를 일으켰다. 그러자 군부는 시위를 진압하기 위해 방콕에 군인들을 파견하였고 결국 시위대와 군인들이 충돌하여 시가전이 일어나게 되었다.

## 원인 및 초기 경과
2006년 태국에서 일어난 쿠테타로 탁신 전 총리가 실각한후 국민들이 반발하자 군부는 다시 총선을 실시하였는데 탁신을 지지하는 태국 북부와 태국 북동부 주민들이 탁신에게 지지표를 던짐으로써 탁신 지지측이 승리했다.
이에 노란셔츠(기득권 세력)들이 공항점거 등으로 탁신파를 몰아내려 실력을 행사했고 그 과정에서 국왕에게 불경한 행동을 보인 탁신지지파 정치인들이 탁신반대파 정치인들의 함정에 빠져 재판에 회부되거나 정치적으로 불리한 입장에 처하게 되면서 결국 실각하거나 반탁신쪽으로 가게 되었고 태국 정국은 혼미상태에 빠졌다.
태국 정국이 혼미해진 틈을 타 태국 왕족, 기득권세력의 이익을 잘 대변할 수 있고 언변술이 좋다는 아피싯 웨차치와가 수상자리에 취임하였다. 하지만 아피싯 수상은 선거로 뽑힌 수상이 아니었다.
아피싯이 수상으로 있으면서, 철저하게 태국 재벌, 군부, 왕족등 태국 기득권세력을 위한 정책을 펼쳤기 때문에 태국민 다수를 이루는 빨간색셔츠들은 불만을 가질 수 밖에 없었고, 그러는 와중에 그들의 희망인 탁신 수상이 해외에서 계속 이나라 저나라 돌면서 힘든생활을 하는 것은 물론, 재산까지 국가가 몰수하려하자 국민들 대다수는 불만을 갖게 되었다.
결국, 때만을 노리던 빨간셔츠들이 결집을 했고, 그들은 처음에는 평화적 시위를 하면서 "아피싯수상의 해외망명, 의회해산, 조기총선실시"를 외쳤지만, 정부가 방콕의 주요 상권지역이자 월텟앞도로인 랏담넌도로와 시암패러건 , 마분콩등이 있는 랏차프라송도로를 점거하고 아피싯총리에게 압박을 가했다. 그러자, 아피싯총리는 조기총선은 안되고 금년 12월정도로 총선을 실시할테니 참고 기다려 달라는 원칙만 밝히고, 시위대가 해산을 하지 않으면 강경진압을 할 것이라고 수차례 경고했다. 결국, 시위대가 아피싯 총리의 수차례의 경고를 무시하자 정부는 군인을 동원해서 강제해산을 시도 했고 이에 레드셔츠가 군인들과 충돌하면서 결국 시가전 양상을 띠게 되었다.

## 같이 보기
- 2006년 태국 쿠데타
- 2013-2014년 태국 정치 위기
- 2014년 태국 쿠데타